# Ursental (Loßburg)

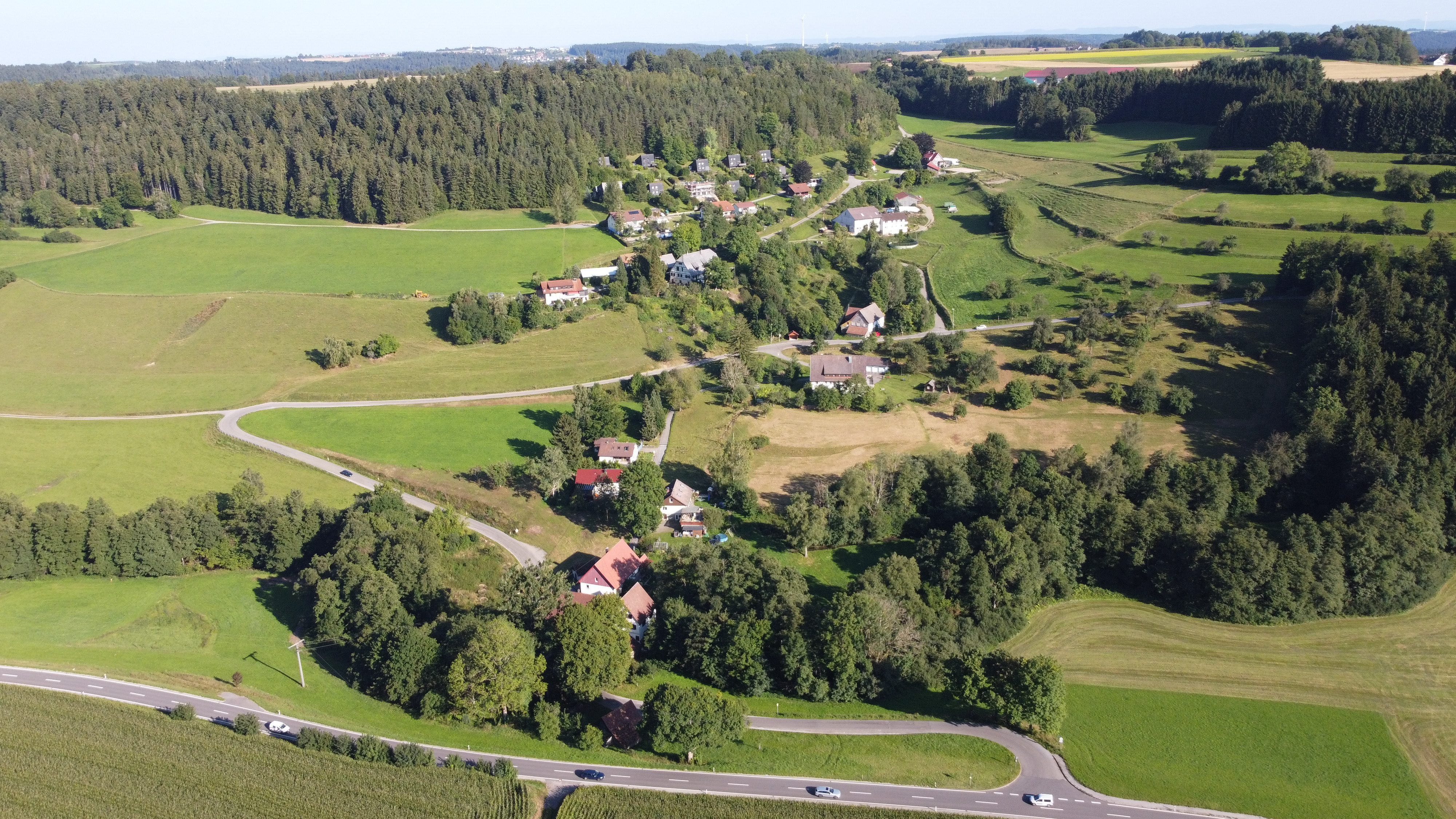
Ursental von Westen gesehen

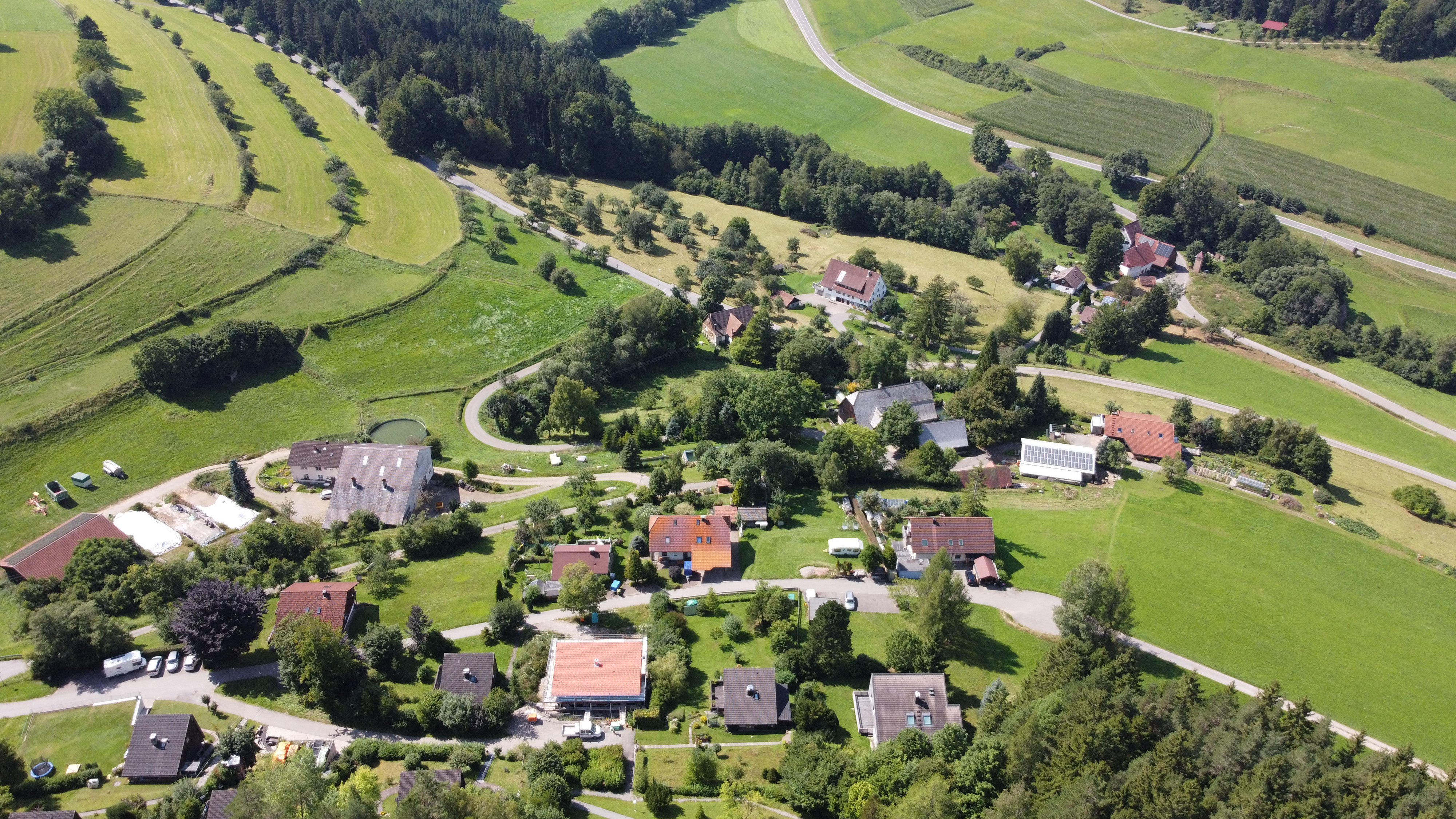
Ursental von Osten gesehen

Ursental ist ein zu Lombach gehörender Weiler in der Gemeinde Loßburg, Landkreis Freudenstadt in Baden-Württemberg. Ursental liegt zwischen Lombach, Wittendorf und Glatten auf einer Höhe von 540 bis 600 m ü. NN.
Ursental hatte zum 1. Januar 2022 insgesamt 53 Einwohner. (Quelle: Ortsvorstand Lombach - Ursental)
Der Ort wurde erstmals 1471 mit einem Müller im Dornstetter Schatzungsbuch genannt.
Ursental ist über die Buslinie 32 mit Lombach, Wittendorf und Loßburg verbunden.

## Belege
1. ↑   Hauptstaatsarchiv Stuttgart: A 54a, St. 7

Koordinaten: 48° 25′ 54,5″ N, 8° 29′ 29″ O